# Chlorine
"Chlorine" é uma canção escrita e gravada pela dupla musical norte-americana Twenty One Pilots. A faixa foi lançada em 5 de outubro de 2018 como parte de seu quinto álbum de estúdio, Trench (2018), pela gravadora Fueled by Ramen e em 22 de janeiro de 2019 como o quinto single deste álbum. Tornou-se o quinto single número um da banda na parada Alternative Songs da Billboard e a primeira faixa de Trench a receber um disco de platina. A canção foi enviada para uma rádio alternativa americana em 29 de janeiro de 2019 e depois enviada para a rádio Top 40 em 19 de março. A faixa foi escrita e produzida pelo vocalista Tyler Joseph e Paul Meany da banda de rock Mutemath. É uma canção que deriva dos gêneros pop, electropop, trip hop e rap rock que discute "como a criatividade pode limpar os impulsos obscuros, mas causar sua própria dor".
"Chlorine" foi bem recebida pela crítica musical, que destacou sua pegada e contenção musical em comparação com o trabalho anterior da banda. Após o lançamento da canção, um videoclipe dirigido por Mark Eshleman da Reel Bear Media foi lançado.

## Composição
Como ocorre com grande parte de Trench, "Chlorine" foi escrita e produzida por Tyler Joseph, o vocalista do Twenty One Pilots, e Paul Meany da banda Mutemath, que também forneceu a voz para as linhas de abertura da faixa. O processo de composição e gravação ocorreu em segredo no estúdio caseiro de Joseph em Columbus, Ohio, enquanto a faixa foi mixada por Adam Hawkins e masterizada por Chris Gehringer no Sterling Sound, Nova Iorque. Em uma sessão "Ask Me Anything" no Reddit, Joseph escreveu que "lutar para tentar lidar com o que ele estava sentindo em 'Chlorine' foi exaustivo."
De acordo com partituras publicadas em Musicnotes.com pela Sony/ATV Music Publishing, "Chlorine" é composto em tempo comum com um andamento "melancólico" de 90 batidas por minuto. A canção é composta na tonalidade de Si♭ menor, com os vocais de Joseph variando entre as notas de F3 e D♭5. Ela deriva dos gêneros pop, electropop, trip hop e rap rock com uma voz baixa encontrada no álbum anterior da banda, Blurryface, e uma "ameaçadora cintilação de piano no estilo Zaytoven". Foi descrita como um "ameaçador fogo lento" com um refrão "irritantemente infeccioso" comparável aos trabalhos de Bastille, Thom Yorke e Gym Class Heroes. Paige Williams, da Billboard, sugeriu que a faixa era sobre limpar sua mente de pensamentos sombrios, enquanto Caryn Ganz, do The New York Times, afirmou que "descreve como a criatividade pode limpar impulsos sombrios, mas causar sua própria dor".

## Recepção da crítica
"Chlorine" agradou os críticos musicais, com sentimentos positivos sendo direcionados para sua pegada e maior maturidade de composição da banda em comparação com seus discos anteriores. Joshua Copperman, da PopMatters, elogiou a restrição musical de "Chlorine" em comparação com o trabalho anterior da banda e opinou que teve o "refrão mais cativante do disco". Gary Ryan, da NME, escreveu que a faixa era uma das canções de Trench "forte o suficiente para existir fora de qualquer história", referindo-se à narrativa encontrada no álbum. O escritor da Billboard, Chris Payne, opinou que a evolução do estilo musical da banda nas faixas de Trench, incluindo "Chlorine", era "chocante". Jo Cosgrove, do GIG Soup, expressou um sentimento semelhante, acrescentando ainda que a canção era "cativante" e "em profundidade". David Hayter, do 411 Mania, saudou a faixa como "encantadora", concluindo, em última análise, que "é algo obscuro e vigoroso, psicologicamente elaborado, mas encantadoramente eufórico". Anne Nickoloff e Troy Smith, do Cleveland.com, nomearam o lançamento como a oitava melhor música dos Twenty One Pilots, considerando-a a faixa mais acessível de Trench.

## Créditos e pessoal
Créditos adaptados das notas do encarte de Trench e do canal oficial de Twenty One Pilots no YouTube.
Gravação e gerenciamento
- Publicado pela Warner-Tamerlane publishing Corp. (BMI) e Stryker Joseph Music (BMI)
- Gravado no estúdio caseiro de Tyler Joseph (Columbus, Ohio)[1] e nos United Recording Studios (Hollywood, Califórnia)[2]
- Masterizado nos Sterling Sound Studios (Nova Iorque, Nova Iorque)

Twenty One Pilots
- Tyler Joseph – vocais principais, baixo, sintetizadores, guitarra, piano, programação, teclado, composição, produção
- Josh Dun – bateria, trompete, percussão, vocais de apoio

Créditos adicionais
- Paul Meany – sintetizadores, programação, composição, vocais, co-produção
- Adam Hawkins – mixagem
- Chris Gehringer – masterização